# Културни центар Кисач
Културни центар Кисач је једна од установа културе и образовања у Новом Саду. Налази се у улици Словачка 22 у Кисачу.

## Историјат
Културни центар Кисач је основан 24. децембра 1987, садржи фолклорне, позоришне и музичке секције. У оквиру фолклорне секције окупљају аматере у дечји фолклорни ансамбл „Крочик” и „Синиечко” под уметничким руководством Марије Пиксијадес, дечији фолклорни ансамбл Vienok и извођачки фолклорни ансамбл „Вретено” под уметничким руководством Владимира Медвеђа. Садрже четири певачке групе: дечју, девојачку, женску и мушку са уметничким руководством Милослава Карделиса, соло певаче, три позоришне сцене: луткарску, дечју и драмску под уметнички руководством Јана Привизера, музичке радионице и школе солфеђа и гитаре. Ове секције окупљају око триста аматера разних узраста. Организују Дечји фолклорни фестивал „Злата брана” фолклорног и музичког стваралаштва деце словачке националне мањине која живи у Војводини са циљем дружења деце посредством песме и игре, размене искустава, подстицања сакупљачке делатности, заједничке анализе и оцене фестивала, такмичење певања изворних словачких песама Kysáčsky spevník, фестивал Зузане Карделис у којем учествују позоришни ансамбли са представама које обрађују тему жене и презентацију „Новогодишња естрада” годишњих активности свих секција Културног центра Кисач. Организују и културно–уметничке програме, позоришне представе, књижевне вечери, естрадне манифестације и изложбе академских и наивних сликара. Садрже велику салу за сценске пројекте, летњу позорницу и две просторије за фолклорне и позоришне пробе. Циљ њихових активности је очување језика, традиције и обичаја Словака у Кисачу и Војводини и сарадња и размена искустава у области културе са свим установама културе и ансамблима у Србији и иностранству.